# Ґротовиці (Томашовський повіт)
Ґротовиці (пол. Grotowice) — село в Польщі, у гміні Жечиця Томашовського повіту Лодзинського воєводства.
Населення — 189 осіб (2011).
У 1975-1998 роках село належало до Пйотрковського воєводства.

## Демографія
Демографічна структура станом на 31 березня 2011 року:
|          | Загалом | Допрацездатний вік | Працездатний вік | Постпрацездатний вік |
| -------- | ------- | ------------------ | ---------------- | -------------------- |
| Чоловіки | 104     | 25                 | 63               | 16                   |
| Жінки    | 85      | 17                 | 46               | 22                   |
| Разом    | 189     | 42                 | 109              | 38                   |